# Macrocarpaea wurdackii
Macrocarpaea wurdackii är en gentianaväxtart som beskrevs av Richard E. Weaver och J.R.Grant. Macrocarpaea wurdackii ingår i släktet Macrocarpaea och familjen gentianaväxter. Inga underarter finns listade i Catalogue of Life.